# 两江道

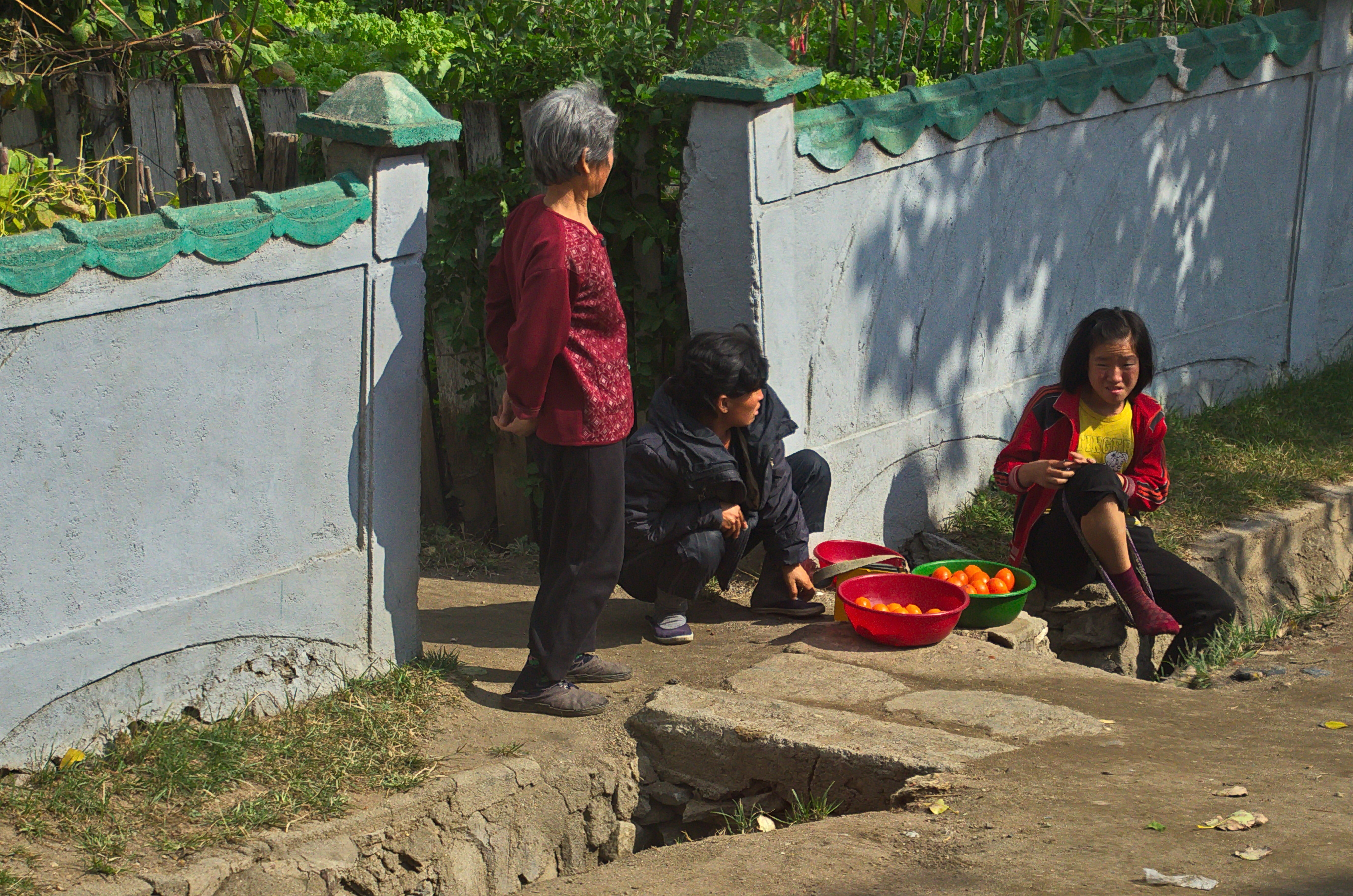
两江道農村

两江道（朝鲜语：／ Ryanggang do */?），是朝鲜民主主义人民共和国东北部的地方行政区。 原属于咸镜南道，1954年分咸镜南道一部分置两江道。面积14317平方公里，人口 638,474人（1993年）。道政府所在惠山市。管辖2市10郡144里25洞67劳动地区。

## 地理
兩江道位于朝鮮北部邊陲內陸地區，與中华人民共和国接壤，橫臥在鴨綠江和豆滿江（圖們江）上游一帶，因此得名。
中國金朝及之后东夏国时期该地称曷懶路，为没有编入辽籍的生女真人故地，明清两朝朝鲜王朝境北拓到白頭山南麓，白頭山被近现代朝鲜族视为聖山。金日成的抗日神话与金正日出生地白头山（長白山）密营，普天堡战役地、普天堡战斗胜利纪念塔等相关。
今天两江道北方与中華人民共和國吉林省白山市长白朝鲜族自治县和延边朝鲜族自治州接壤。东方接咸镜北道，东南方接咸镜南道，西方接慈江道。

## 歷史
兩江道原來是咸鏡道的一部份。1896年，朝鮮高宗把全國重新分成13道，現時的兩江道包括了當時咸鏡南道全境和咸鏡北道部份。
1954年10月，朝鮮民主主義人民共和國把全國的行政區域重新規劃。原來咸鏡南道的惠山市、雲興郡、普天郡、三水郡、新坡郡、甲山郡、豐山郡、豐西郡、赴戰郡及咸鏡北道的白岩郡和慈江道的厚昌郡等各郡，設立了兩江道。之後，再加入了新設立的三池淵郡和大紅湍郡及把赴戰郡編入咸鏡南道。
1981年8月，新坡郡改稱為金正淑郡；1988年8月，厚昌郡改稱為金亨稷郡；1990年8月，豐山郡改稱為金亨權郡。1994年金日成去世後數年由饑荒所導致的死亡不計其數，慈江道和兩江道都是饑荒重災區。
2019年12月10日，最高人民会议常任委员会发布政令，决定把两江道三池渊郡改为三池渊市。

## 行政区划

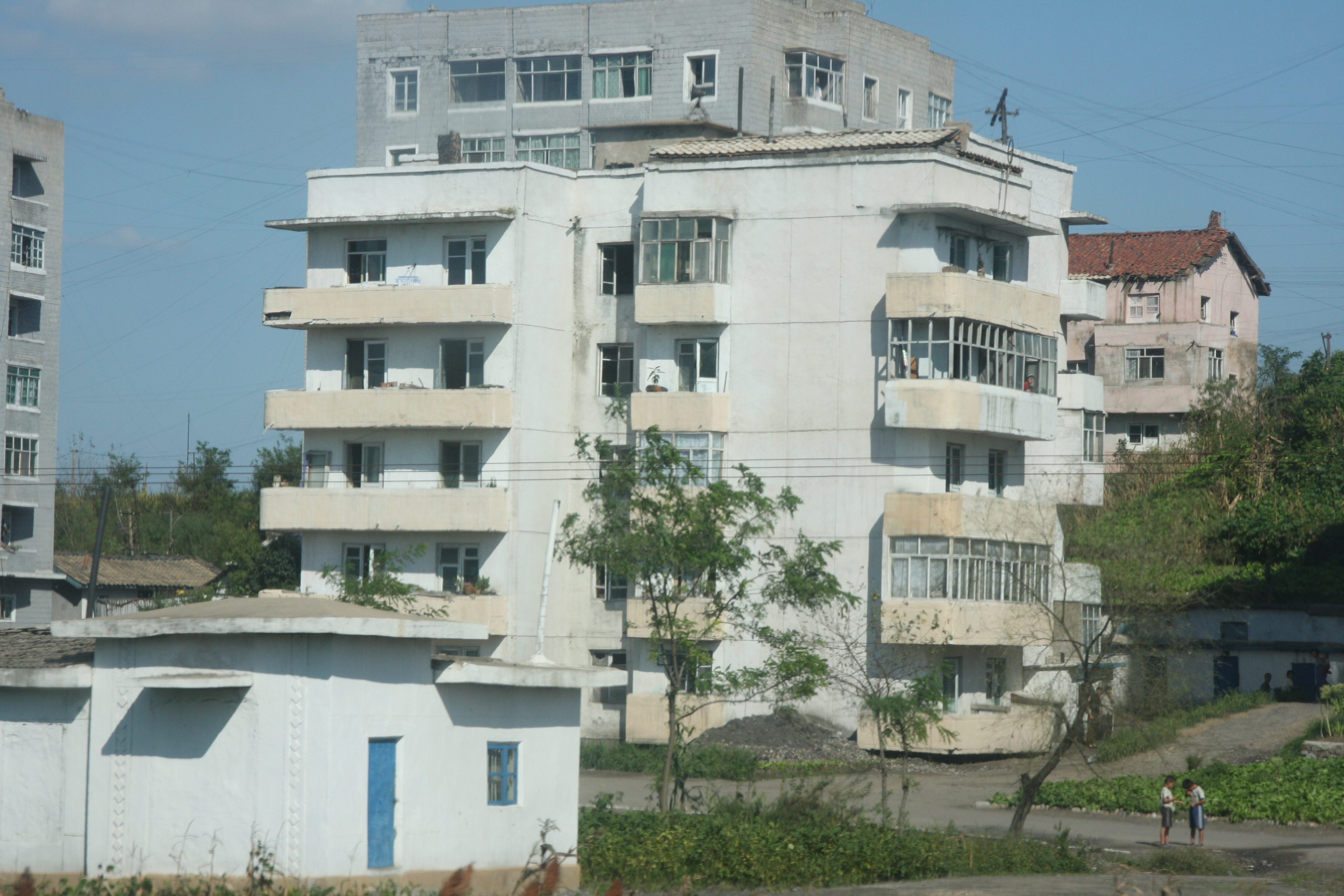
示範社區

- 惠山市
- 三池淵市
- 普天郡
- 云兴郡
- 白岩郡
- 甲山郡
- 丰西郡
- 三水郡
- 金亨权郡
- 金正淑郡
- 金亨稷郡
- 大红湍郡

## 政治

### 历任党委责任书记
- 金熙泽
- 李尚元
- 李太日

## 電力供應
近年，兩江道的電力問題也有了解決的方案。處處興建了中小型電站，最近還在大力促進大型的三水電站和白頭山英雄青年水力發電廠的建設工程。使各地林立的新式住房都實現了電氣化取暖。

## 高等院校
- 金正淑師範大學
- 惠山農林大學
- 兩江工業大學

## 特產
兩江道在礦石生產和林業發展中占重要地位，所以曾被稱為「林業道」和「礦業道」及「土豆（馬鈴薯）道」。
- 豐山犬：「金亨權郡」的「廣德里」的名種獵犬，毛色為灰白色，一般高55－60厘米，兇猛且剽悍，一胎生2－3隻。
- 普天黑貂：棲息於1900公尺以上高山地帶，身長38－53厘米，尾巴為身高的三分之一。雄貂1－1.5公斤，雌貂0.7－1公斤，毛黑而柔軟。脊腰毛為深棕色，尾和四肢為黑棕色。6至7月間交配，懷胎253－297日，壽命達15年以上。吃小動物和果實。
- 白頭山地芬子：地芬子是高70－90厘米的灌木，群聚而長，一公頃約有1,400株。地芬子用於甜湯、酒類等食品原料，用於維生素原料。
- 南胞胎山大黃：產於普天郡和三池淵郡的交界，海拔：2433公尺。分佈在南胞胎山2000米一線至在其上方的灌木林中，最高2.5公尺，最小1.2公尺。大黃群聚，有的3－6棵，分散生長。
- 馬鈴薯：在馬鈴薯生產中取得優異成績的地區日益增多。其中，「大紅丹郡」及「白岩郡」較為理想。其中的「大紅丹郡」更設有現代化的「馬鈴薯研究所」和「種子貯藏庫」。它們研究出了大紅丹式馬鈴薯科學在農地工作法，在高水準上實現了機械化，以生產馬鈴薯的樣板單位聞名全國。大紅丹一望無際的馬鈴薯花海，更名列先軍八景。